# (23109) Masayanagisawa
(23109) Masayanagisawa est un astéroïde de la ceinture principale.

## Description
(23109) Masayanagisawa est un astéroïde de la ceinture principale. Il fut découvert le 30 décembre 1999 à la station Anderson Mesa par le programme LONEOS. Il présente une orbite caractérisée par un demi-grand axe de 3,22 UA, une excentricité de 0,15 et une inclinaison de 7,7° par rapport à l'écliptique.

## Compléments